# جبل كردادة
جبل كردادة هو جبل من سفوح جبال أولاد نائل يصل أعلى ارتفاع به إلى حوالي 1200 م وأقصى عرض 3000م يمتد من منطقة الزريقات إلى إلى حدود بلدية الرمانة يحد مدينة بوسعادة جنوبا
يتميز باللون البني الداكن يتكون تقريبا من كتل صخرية. توجد به اشجار شجرة السدرة والحلفاء والسكوم اللبطم الدفلى والكثير من الاعشاب أهمها الجرتيل ذو الرائحة القوية والشيح. يستعمل لرعي الماعز من طرف السكان.
وبه الكثير من المغارات غار سعيدة ومسعودة بالحمايد ، وتعيش به الكثير من الحشرات و السحالي الافاعي وبعض الحيوانات مثل الذئب و الثعلب و القنفذ
تناوله الكثير من شعراء المنطقة كرمز للثبات والاصالة.